# NGC 1676
NGC 1676 (również ESO 55-SC36) – gromada otwarta, znajdująca się w gwiazdozbiorze Złotej Ryby. Należy do Wielkiego Obłoku Magellana. Odkrył ją John Herschel 13 grudnia 1835 roku.